# 김해 묘련사 현수제승법수
김해 묘련사 현수제승법수(金海 妙蓮寺 賢首諸乘法數)는 대한민국 경상남도 김해시 대동면 묘련사에 있는 조선시대의 김해 묘련사 현수제승법수이다. 2019년 8월 1일 경상남도의 유형문화재 제654호로 지정되었다.

## 개요
현수제승법수는 우리나라에서는 명나라에서 펴낸 판본(板本)을 성화(成化, 1465∼1487)년간에 입수하여 도인(道人) 경민(冏敏)이 사람들을 모집하여 1500년(연산군 6)에 경상도 합천 가야산 봉서사(鳳栖寺)에서 처음으로 개판하였다. 그 후 여러 차례에 걸쳐 번각본(飜刻本)이 간행되었다. 이 현수제승법수(賢首諸乘法數)는 11권(卷) 1책(冊)의 단행본이다.
현수제승법수의 편제는 서문(序文)과 석가여래의 역대 조상의 왕계도(王系圖)를 그린 기교불조(起敎佛祖)와 제2권이 표시되지 않은 11권의 법수와 말미에 승려[沙門] 본승(本勝)이 지은 법수(法數)를 찬양하는 4자(字)의 정형시인 명(銘)과 이를 다시 높여 쓴 칠언 절구로 구성되었다.
끝에 부록격으로 팔식(八識) 심왕(心王) 제문(諸門) 요간(料簡) 등 법문과는 상관이 없으나 알아 두어야 할 숫자와 중국 문화권에서 일반적으로 쓰이는 주역(周易) 팔괘(八卦)와 백이 숙제 등 중국 칠현(七賢), 구주(九州), 칠정(七情) 등을 등재 하였다. 서문은 2편인데, '현수제승법수서'와 '중편현수법수서(重編賢首法數序)'이다. 현수제승법수서는 1427년(세종 9) 쓰여진 작자 미상의 서문이다.
책의 끝자락에는 1500년(弘治15년-연산군 6)에 경상도(慶尙道) 합천지(陜川地) 가야산(伽倻山) 봉서사(鳳栖寺) 개판(開板)의 해인사 승려 등곡燈谷의 발문이 실려 있다.

## 지정 사유
｢현수제승법수｣은 불교에서 일반적으로 쓰이는 법수(法數)를 숫자의 차례대로 배열하여 쉽게 찾아볼 수 있게 만든 것으로, 일종의 불교 사전의 성격을 가진 책이다. 이 책은 '1500년'이라는 명확한 간행 기록(刊記)과 가야산 봉서사라는 간행장소와 시주자들이 수록되어있고, 인출 및 보관상태가 양호한 자료이므로 경상남도 유형문화재로 지정한다.

## 같이 보기
- 현수제승법수

## 참고 문헌
- 김해 묘련사 현수제승법수 - 국가유산청 국가유산포털